# Fonction de Bessel
Pour les articles homonymes, voir Bessel.

Tracés des trois premières fonctions de Bessel de première espèce J.

En mathématiques, et plus précisément en analyse, les fonctions de Bessel, appelées aussi quelquefois fonctions cylindriques, découvertes par le mathématicien suisse Daniel Bernoulli, portent le nom du mathématicien allemand Friedrich Wilhelm Bessel. Bessel développa l'analyse de ces fonctions en 1816 dans le cadre de ses études du mouvement des planètes induit par l'interaction gravitationnelle, généralisant les découvertes antérieures de Bernoulli. Ces fonctions sont des solutions canoniques y(x) de l'équation différentielle de Bessel :
{\displaystyle x^{2}{\frac {\mathrm {d} ^{2}y}{\mathrm {d} x^{2}}}+x{\frac {\mathrm {d} y}{\mathrm {d} x}}+(x^{2}-\alpha ^{2})y=0}
pour tout nombre réel ou complexe α. Le plus souvent, α est un entier naturel (alors appelé l'ordre de la fonction), ou un demi-entier.
Il existe deux sortes de fonctions de Bessel :
- les fonctions de Bessel de première espèce, Jn, solutions de l'équation différentielle ci-dessus qui sont définies en 0 ;
- les fonctions de Bessel de seconde espèce, Yn, solutions qui ne sont pas définies en 0 (mais qui ont une limite infinie en 0).

Les représentations graphiques des fonctions de Bessel ressemblent à celles des fonctions sinus ou cosinus, mais s'amortissent comme s'il s'agissait de fonctions sinus ou cosinus divisées par un terme de la forme √x.
Les fonctions de Bessel sont aussi connues sous le nom de fonctions cylindriques, ou d'harmoniques cylindriques, parce qu'elles font partie des solutions de l'équation de Laplace en coordonnées cylindriques (intervenant, par exemple, dans la propagation de la chaleur dans un cylindre).
Elles interviennent dans beaucoup de problèmes physiques présentant une symétrie cylindrique:
- les ondes électromagnétiques ou les ondes acoustiques dans un guide cylindrique (antenne ou tuyau) ;
- les modes de vibration d'une fine membrane circulaire ou annulaire ;
- l'étude d'instruments d'optique comme les fibres optiques constituées d'un cœur et d'une gaine optique concentriques;
- le pendule de Bessel ;
- les phénomènes de diffraction par une fente circulaire ;
- l'étude de la modulation de fréquence en télécommunications.

## Expression des fonctions de Bessel
Pour les valeurs entières de α = n, les fonctions de Bessel de première espèce Jn sont définies par la série entière (de rayon de convergence infini) suivante :
{\displaystyle J_{n}(x)=\sum _{p=0}^{\infty }{(-1)^{p} \over p!(n+p)!}{\left({x \over 2}\right)}^{2p+n}}.
Plus généralement, pour α non entier, on a le développement analogue
{\displaystyle J_{\alpha }(x)=\sum _{p=0}^{\infty }{\frac {(-1)^{p}}{p!\,\Gamma (p+\alpha +1)}}{\left({x \over 2}\right)}^{2p+\alpha }}
où Γ(z) est la fonction gamma, généralisant la fonction factorielle à des valeurs non entières.
Les fonctions de Bessel de deuxième espèce, également appelées fonctions de Neumann ou encore fonctions de Weber-Schläfli, sont définies par :
{\displaystyle Y_{n}(x)=\lim _{\lambda \to n}{J_{\lambda }(x)\cos(\lambda \pi )-J_{-\lambda }(x) \over \sin(\lambda \pi )}}.

### Intégrales de Bessel
Pour les valeurs entières de α=n, les fonctions de Bessel peuvent être représentées par des intégrales :
{\displaystyle J_{n}(x)={\frac {1}{\pi }}\int _{0}^{\pi }\cos(n\tau -x\sin \tau )\,\mathrm {d} \tau }
ou encore par:
{\displaystyle J_{n}(x)={\frac {1}{2\pi }}\int _{-\pi }^{\pi }{\rm {e}}^{-\mathrm {i} \,(n\tau -x\sin \tau )}\,\mathrm {d} \tau ={\frac {{\rm {i}}^{-n}}{\pi }}\int \limits _{0}^{\pi }{\rm {e}}^{{\rm {i}}x\cos(\tau )}\cos(n\tau )\mathrm {d} \tau }.

C'est la définition qu'en donna Bessel, et qui lui servit à obtenir de nombreuses propriétés de ces fonctions (à commencer par l'équation différentielle, qui en découle par différentiation sous le signe d'intégration, suivie d'une intégration par parties). Cette définition peut s'étendre au cas α non entier (pour Re(x) > 0), en ajoutant un autre terme,,,:
{\displaystyle J_{\alpha }(x)={\frac {1}{\pi }}\int _{0}^{\pi }\cos(\alpha \tau -x\sin \tau )\,{\rm {d}}\tau -{\frac {\sin(\alpha \pi )}{\pi }}\int _{0}^{\infty }{\rm {e}}^{-x\sinh(t)-\alpha t}\,{\rm {d}}t.}

### Relation avec les séries hypergéométriques
Les fonctions de Bessel peuvent également s'exprimer sous forme de série hypergéométrique comme
{\displaystyle J_{\alpha }(x)={\frac {(x/2)^{\alpha }}{\Gamma (\alpha +1)}}\;_{0}F_{1}(;\alpha +1;-{\tfrac {x^{2}}{4}})}.
Cette expression est liée au développement des fonctions de Bessel à l'aide de la fonction de Bessel-Clifford (en).

### Relation avec les polynômes de Laguerre
Notant Lk le k-ième polynôme de Laguerre, les fonctions de Bessel peuvent être exprimées ainsi :
{\displaystyle {\frac {J_{\alpha }(x)}{\left({\frac {x}{2}}\right)^{\alpha }}}={\frac {{\rm {e}}^{-t}}{\alpha !}}\sum _{k=0}^{\infty }{\frac {1}{k+\alpha  \choose k}}L_{k}^{(\alpha )}\left({\frac {x^{2}}{4t}}\right){\frac {t^{k}}{k!}}},
où l'expression de droite ne dépend pas de t et demande, pour être généralisée au cas α non entier, l'utilisation de dérivées fractionnaires.

## Propriétés desJn
- Relations de récurrence[9] :
{\displaystyle J_{\alpha -1}(z)+J_{\alpha +1}(z)={2\alpha  \over z}J_{\alpha }(z)},
{\displaystyle J_{\alpha -1}(z)-J_{\alpha +1}(z)=2J'_{\alpha }(z)},
{\displaystyle J'_{\alpha }(z)=J_{\alpha -1}(z)-{\alpha  \over z}J_{\alpha }(z)=-J_{\alpha +1}(z)+{\alpha  \over z}J_{\alpha }(z)}.
- On en déduit :
{\displaystyle J_{1}(x)=-J_{0}'(x)},
{\displaystyle {\frac {\mathrm {d} }{\mathrm {d} x}}(x^{n}J_{n}(x))=x^{n}J_{n-1}(x)}.
- Orthogonalité :
{\displaystyle \lambda _{i}} et {\displaystyle \lambda _{j}} étant deux zéros distincts de {\displaystyle J_{n}}, on a : {\displaystyle \int _{0}^{1}xJ_{n}(\lambda _{i}x)J_{n}(\lambda _{j}x)\,\mathrm {d} x=0}.

Jn est souvent défini par l'intermédiaire d'une série de Laurent, correspondant à la fonction génératrice :
{\displaystyle {\rm {e}}^{(x/2)(t-1/t)}=\sum _{n=-\infty }^{\infty }J_{n}(x)t^{n}} ;
cette approche est celle de Peter Andreas Hansen en 1843. Elle peut se généraliser à des ordres n non entiers, par l'intermédiaire, par exemple, d'intégrales de contour.
Des développements analogues; mais utilisant des séries trigonométriques, sont dus à Jacobi et Anger ; on a
{\displaystyle {\rm {e}}^{{\rm {i}}z\cos \phi }=\sum _{n=-\infty }^{\infty }{\rm {i}}^{n}J_{n}(z){\rm {e}}^{{\rm {i}}n\phi },}
et
{\displaystyle {\rm {e}}^{{\rm {i}}z\sin \phi }=\sum _{n=-\infty }^{\infty }J_{n}(z){\rm {e}}^{{\rm {i}}n\phi }.}
On a la formule d'addition, plus générale, par Neumann et Graf:
{\displaystyle \forall (x,y),\left|y{\rm {e}}^{\pm {\rm {i}}\phi }\right|\leqslant |x|,\ \sum _{n=-\infty }^{\infty }J_{n}(x)J_{n+\nu }(y){\rm {e}}^{{\rm {i}}n\phi }=J_{\nu }\left({\sqrt {x^{2}+y^{2}-2xy\cos \phi }}\right)\left({\frac {x-y{\rm {e}}^{-{\rm {i}}\phi }}{x-y{\rm {e}}^{+{\rm {i}}\phi }}}\right)^{2}}

## Développements asymptotiques
Les fonctions de Bessel ont les formes asymptotiques suivantes (pour α > 0). Près de 0 (et plus précisément pour {\displaystyle 0<x\ll {\sqrt {\alpha +1}}}), on a :
{\displaystyle J_{\alpha }(x)\approx {\frac {1}{\Gamma (\alpha +1)}}\left({\frac {x}{2}}\right)^{\alpha }}
{\displaystyle Y_{\alpha }(x)\approx {\begin{cases}\displaystyle {\frac {2}{\pi }}\left[\ln \left({\frac {x}{2}}\right)+\gamma \right]&{\text{si }}\alpha =0\\\displaystyle -{\frac {\Gamma (\alpha )}{\pi }}\left({\frac {2}{x}}\right)^{\alpha }&{\text{si }}\alpha >0\end{cases}}}
où γ est la constante d'Euler-Mascheroni (0,577…) et Γ est la fonction gamma. Pour x tendant vers l'infini (et plus précisément pour {\displaystyle x\gg |\alpha ^{2}-1/4|}), ces développements deviennent :
{\displaystyle J_{\alpha }(x)\approx {\sqrt {\frac {2}{\pi x}}}\cos \left(x-{\frac {\alpha \pi }{2}}-{\frac {\pi }{4}}\right)}
{\displaystyle Y_{\alpha }(x)\approx {\sqrt {\frac {2}{\pi x}}}\sin \left(x-{\frac {\alpha \pi }{2}}-{\frac {\pi }{4}}\right)}.
La forme asymptotique ci-dessus pour Jα est aussi un équivalent pour x (complexe non nul) fixé, quand α tend vers +∞. Autrement dit :
{\displaystyle J_{\alpha }(x){\underset {\overset {\alpha \to +\infty }{}}{\sim }}{\frac {1}{\sqrt {2\pi \alpha }}}\left({\frac {\mathrm {e} \,x}{2\alpha }}\right)^{\alpha }}.

## Zéros
Comme Jα est une solution non nulle d'une équation différentielle linéaire d'ordre 2, ses zéros (à l'exception éventuelle de 0) sont simples, donc (cf. Relations de récurrence ci-dessus) différents de ceux de Jα+1.
Historiquement, l'étude des zéros a été menée à travers une suite de fonctions appelées aujourd'hui les fonctions de Rayleigh. On les définit comme suit : pour α > 0, on note (jα, m) les zéros complexes de z–α Jα(z), alors la fonction Rayleigh d'ordre p est définie par:
{\displaystyle \sigma _{p}(\alpha )=\sum _{m=1}^{+\infty }(j_{\alpha ,m})^{-p}.}

### La conjecture de Bourget
Bessel avait démontré que pour n entier positif, Jn(x) admet une infinité de zéros. Cependant, les graphes de Jn semblent montrer que ces zéros sont distincts pour différentes valeurs de n, en dehors de Jn(0) = 0. Ce phénomène est appelé la conjecture de Bourget ; elle fut démontrée par Carl Siegel en 1929.

### Transcendance
Siegel a également démontré en 1929 que lorsque α est rationnel et z est un nombre algébrique non nul, Jα(z), les nombres Jα'(z) et Jα'(z)/Jα(z) sont transcendants, de même que la valeur en z de la fonction de Bessel modifiée Kα. On sait aussi que toutes les racines des dérivées d'ordre supérieur {\displaystyle J_{\alpha }^{(n)}} pour n ≤ 18 sont transcendantes, sauf les cas particuliers {\displaystyle J_{1}^{(3)}(\pm {\sqrt {3}})=0} et {\displaystyle J_{0}^{(4)}(\pm {\sqrt {3}})=0}.